# Präsidentschafts- und Parlamentswahl in Mexiko 1952
Die Präsidentschafts- und Parlamentswahl in Mexiko 1952 fand am 7. Juli statt.
Bei der Präsidentschaftswahl traten Adolfo Ruiz Cortines (PRI), Efraín González Luna (PAN), Miguel Henríquez Guzmán (Federación de Partidos del Pueblo de México) und Vicente Lombardo Toledano (Partido Popular) gegeneinander an.
Der vorangegangene Wahlkampf ließ Zweifel an der Allmacht der PRI aufkommen. Am 7. Juli versammelten sich die Anhänger von Miguel Henríquez Guzmán zu einer Siegesfeier, die von der Regierung von Miguel Alemán Valdés unterdrückt wurde. Die Wahl markiert Höhepunkt und Ende des Henriquismo und zu dieser Wahl stellte die PAN das erste Mal einen Präsidentschaftskandidaten.

## Ergebnis

### Präsidentschaftswahl
| Kandidaten                                                                      | Kandidaten                | Parteien                                    | Stimmen   | %    |
| ------------------------------------------------------------------------------- | ------------------------- | ------------------------------------------- | --------- | ---- |
|                                                                                 | Adolfo Ruiz Cortines      | Partido Revolucionario Institucional        | 2.713.419 | 74,3 |
|                                                                                 | Miguel Henríquez Guzmán   | Federación de Partidos del Pueblo de México | 579.745   | 15,9 |
|                                                                                 | Efraín González Luna      | Partido Acción Nacional                     | 285.555   | 7,8  |
|                                                                                 | Vicente Lombardo Toledano | Partido Popular Socialista                  | 72.482    | 2,0  |
|                                                                                 | Sonstige                  | –                                           | 282       | 0,0  |
| Gesamt                                                                          | Gesamt                    | Gesamt                                      | 3.651.483 | 100  |
|                                                                                 |                           |                                             |           |      |
| Wahlberechtigte                                                                 | Wahlberechtigte           | Wahlberechtigte                             | 4.924.293 |      |
|                                                                                 |                           |                                             |           |      |
| Quelle: D. Nohlen, Enciclopedia electoral latinoamericana y del Caribe (s. 448) |                           |                                             |           |      |

### Parlamentswahl
| Listen                                                                               | Listen                                      | Stimmen   | %    | Mandate |
| ------------------------------------------------------------------------------------ | ------------------------------------------- | --------- | ---- | ------- |
|                                                                                      | Partido Revolucionario Institucional        | 2.713.419 | 74,3 | 151     |
|                                                                                      | Federación de Partidos del Pueblo de México | 579.745   | 15,9 | 2       |
|                                                                                      | Partido Acción Nacional                     | 301.986   | 8,3  | 5       |
|                                                                                      | Partido Popular Socialista                  | 32.194    | 0,9  | 2       |
|                                                                                      | Partido Nacional Mexicano                   | 24.139    | 0,7  | 1       |
| Gesamt                                                                               | Gesamt                                      | 3.651.483 | 100  | 161     |
|                                                                                      |                                             |           |      |         |
| Wahlberechtigte                                                                      | Wahlberechtigte                             | 4.924.293 |      |         |
|                                                                                      |                                             |           |      |         |
| Quelle: D. Nohlen, Enciclopedia electoral latinoamericana y del Caribe (s. 435, 443) |                                             |           |      |         |